# Bamboo Harvester
Bamboo Harvester est un cheval hongre à la robe de couleur palomino. Il est issu d'un croisement entre un étalon de race American Saddlebred et une jument en partie Arabe. Il est devenu très célèbre pour avoir joué le rôle-titre dans la série Monsieur Ed, le cheval qui parle, du 5 janvier 1961, au 6 février 1966, en tout 143 épisodes. Il remporte quatre années de suite le PATSY Award (Performing Animal Top Stars Of The Year), de 1962 à 1965.

## Histoire
Bamboo Harvester voit le jour en 1949 à El Monte, en Californie. Du fait de ses ascendants et de sa morphologie, durant les onze premières années de sa vie, il mène une carrière de show horse, cheval d'exhibition et de spectacle, durant laquelle il apparaît presque partout dans les championnats de ce secteur aux États-Unis. Il fut nommé représentant de la célèbre Palomino Horse Association (PHA), dirigée par Jim et Edna Fagan. Le père de Bamboo Harvester, The Harvester, était lui-même un représentant de la PHA. C'est pourquoi ils apparaissent ensemble lors de la Pasadena Rose Parade, à plusieurs occasions.
En 1960, Bamboo Harvester est vendu à Carl Wood, qui le revend ensuite à Lester (Les) Hilton. Hilton est un entraîneur célèbre, qui fait partie de l'élite des entraîneurs de chevaux pour le cinéma, ancien élève de l'acteur et homme de cheval Will Rogers. Hilton le fait castrer et commence à l’entraîner pour l'écran, exploitant à merveille les dispositions de Bamboo Harvester.  
Bamboo Harvester a une doublure non officielle : son voisin de box Pumpkin, un Quarter Horse appartenant à l’entraîneur Clarence Tharp. Il porte une robe palomino et présente une ressemblance frappante avec Bamboo Harvester, sauf une petite étoile en-tête. Ce dernier est utilisé pour les conférences de presse et les séances photos. Il tourne des spots publicitaires pour une marque de pudding ainsi que dans un autre sitcom intitulé Green Acres, dans le rôle de Mister Fred. 
Lorsque Pumpkin meurt, le 28 février 1979, l'opinion publique s'aperçoit qu'on lui a caché que le « véritable » Mister Ed est mort depuis longtemps. La controverse persiste tant sur la date exacte de sa mort que sur le lieu réel où elle est survenue. 
Selon la version de l'attaché de presse du comédien Alan Young, qui jouait le rôle du propriétaire de Mister Ed dans la série, il est mort à Burbank, en Californie, d'où il a été incinéré et ses cendres dispersées. Une autre version, confirmée par Clarence Tharp, indique simplement qu'il est enterré à Snodgrass Farm en Oklahoma, où une stèle est érigée à sa mémoire.
Il n'est donc ni certain que son corps ou ses cendres y soient, ni que ce soient celles de Pumpkin ou d'un autre cheval encore. 
Quoi qu'il en soit, en 1966, Bamboo Harvester est mis « à la retraite » dans une ferme en Oklahoma. Il souffre d'arthrose et d'une insuffisance rénale. Pour finir, il se fracture un membre, ce qui oblige à prendre la décision de le faire euthanasier. Pumpkin, quant à lui, meurt en 1979, ayant atteint un âge très respectable d'une trentaine d'années, ce qui est indicateur d'un excellent traitement.

## Pedigree
| Origines de Bamboo Harvester "Mister Ed" | Origines de Bamboo Harvester "Mister Ed" | Origines de Bamboo Harvester "Mister Ed" | Origines de Bamboo Harvester "Mister Ed" |
| ---------------------------------------- | ---------------------------------------- | ---------------------------------------- | ---------------------------------------- |
| Père The Harvester Saddlebred            | Revel's Cream of Wheat                   | Rey El Moreno                            | Solano                                   |
| Père The Harvester Saddlebred            | Revel's Cream of Wheat                   | Rey El Moreno                            | Lois Hardy                               |
| Père The Harvester Saddlebred            | Revel's Cream of Wheat                   | Highland Squirrel King's Lady            | Highland Squirrel King (né en 1899)      |
| Père The Harvester Saddlebred            | Revel's Cream of Wheat                   | Highland Squirrel King's Lady            | Queen                                    |
| Père The Harvester Saddlebred            | Red Dawn                                 | Exclamation Rex Squirrel                 | Forrest Rex                              |
| Père The Harvester Saddlebred            | Red Dawn                                 | Exclamation Rex Squirrel                 | Emily Easton                             |
| Père The Harvester Saddlebred            | Red Dawn                                 | (inconnu)                                | Unknown                                  |
| Père The Harvester Saddlebred            | Red Dawn                                 | (inconnu)                                | Unknown                                  |
| Mère Zetna Hara Demi-sang arabe          | Antez (PSA)                              | Harara                                   | Deyr (née en 1904)                       |
| Mère Zetna Hara Demi-sang arabe          | Antez (PSA)                              | Harara                                   | Haffia (née en janvier 1906)             |
| Mère Zetna Hara Demi-sang arabe          | Antez (PSA)                              | Moliah                                   | Hamrah (née en 1904)                     |
| Mère Zetna Hara Demi-sang arabe          | Antez (PSA)                              | Moliah                                   | Wadduda (née en 1899)                    |
| Mère Zetna Hara Demi-sang arabe          | Koricha (sans pedigree)                  | (inconnu)                                | (inconnu)                                |
| Mère Zetna Hara Demi-sang arabe          | Koricha (sans pedigree)                  | (inconnu)                                | (inconnu)                                |
| Mère Zetna Hara Demi-sang arabe          | Koricha (sans pedigree)                  | (inconnu)                                | (inconnu)                                |
| Mère Zetna Hara Demi-sang arabe          | Koricha (sans pedigree)                  | (inconnu)                                | (inconnu)                                |